# Karl Willms
Karl Willms (* 27. Mai 1934 in Bremerhaven; † 31. August 2006 in Bremerhaven) war ein deutscher Jurist, Politiker (SPD), Oberbürgermeister von Bremerhaven und Senator der Freien Hansestadt Bremen.

## Biografie

### Ausbildung und Beruf
Willms stammte aus einer Bauhandwerkerfamilie. Nach dem Abitur im Jahr 1954 an der Hamburger Lessingschule nahm er ein Studium der Rechts- und Staatswissenschaften an der Universität Hamburg auf, das er im Jahr 1959 mit dem ersten juristischen Staatsexamen beendete. Anschließend absolvierte er sein Referendariat. Er arbeitete kurzzeitig als Rechtsanwalt. Im Herbst 1965 trat er in den bremischen Verwaltungsdienst ein und war zunächst im Ressort des Senators für Wirtschaft und Außenhandel tätig. Anfang 1968 wechselte er in den Magistrat der Seestadt Bremerhaven und war dort bis 1971 Leiter des Amtes für Wirtschaftsförderung und Industrieansiedlung.
Willms war mit Ingrid Hellmann verheiratet und hatte zwei Kinder.

### Politik
Willms war seit 1960 Mitglied der SPD. Vom 15. Dezember 1971 bis zum 7. November 1979 war er als Nachfolger von Staatsrat Fritz Richter Senator für Bundesangelegenheiten; in diesem Amt folgte ihm Senator Günther Czichon (SPD). Vom 7. November 1979 bis zum 10. November 1983 war er als Nachfolger von Dieter Tiedemann (SPD) Senator für Wirtschaft, Arbeit und Außenhandel in Bremen. Während seiner Amtszeit musste er sich mit der steigenden Arbeitslosigkeit und dem rückläufigen Bruttoinlandsprodukt auseinandersetzen. Als Wirtschaftssenator folgte ihm Senator Werner Lenz (SPD), der zuvor Oberbürgermeister von Bremerhaven war.
In den Jahren 1983 bis 1995 war Willms Oberbürgermeister der Seestadt Bremerhaven. In diesem Amt folgte ihm Manfred Richter (Politiker, 1948).

### Weitere Mitgliedschaften
Willms war unter anderem Kreisvorsitzender des Roten Kreuzes in Bremerhaven und Gründungsvorsitzender der Bürgerstiftung Bremerhaven. Krankheitsbedingt musste er im Jahr 2006 seine ehrenamtliche Tätigkeit aufgeben.

## Ehrungen
- Bremische Ehrenmedaille in Gold, 2000